# Женский труд
Женский труд представляет собой частную разновидность трудовой деятельности в разрезе пола. Поскольку мужчины и женщины составляют примерно половину населения, пропорциональное представительство женщин в процессе общественного производства позволяет в известной мере делать определённые суждения об уровне его социально-экономического развития данного социума. В патриархальных сообществах культивируются социальные условия для сохранения неравенства женщины, которые выражаются в том числе и в характере трудовых отношений, а также разделением труда между женщинами и мужчинами. Как свидетельствует пример Японии и некоторых других стран, для трудовой эмансипации большого количества женщин, их освобождения от исключительно домашних ролей, недостаточно одного лишь технологического прогресса: полное равноправие с мужчинами возможно лишь при активной финансовой и моральной поддержке государства, поддерживающего сдвиги в культурных и ментальных установках.
Следует также учитывать, что женщины прилагают значительные усилия в неоплачиваемой трудовой деятельности, в частности, по ведению домашнего хозяйства и воспитанию детей, причём эти усилия зачастую не учитываются и не включаются в ВВП. В среднем женщины расходуют в два раза больше времени, работая по хозяйству и в четыре раза больше — заботясь о детях, чем мужчины

## История
В Древнем Вавилоне, за 2 тыc. лет до н. э., женщины могли заниматься деловыми операциями и работать писцами. В античном мире считалось, что женщины из богатых семей должны заниматься домашними делами, а заниматься производительной работой могут выступать только самые бедные либо вообще рабыни: женский труд применялся там, где требовалась лишь самая низкая квалификация. В Древней Греции женщины торговали солью, хлебом, могли работать прачками.
В Средние века ремесленники повсеместно использовали в производстве труд членов семей, в том числе и своих жен. В Европе женщин в гильдии ремесленников, как правило, не допускали, но иногда гильдия могла принять в свои члены вдову мастера, если та подтверждала свою квалификацию. А к XIV веку некоторые гильдии состояли уже исключительно из женщин — например, гильдии изготовителей кружев.
Но большинство населения до XIX века во всех странах составляли крестьяне. На женщин-крестьянок ложились заботы о скоте, домашней птице, огороде, выращивании корнеплодов, мака и льна, приготовлении пищи, выпечке хлеба, переработке молока в масло и сыр, консервировании мяса, плодов и капусты, стирке белья. Крестьянские женщины постоянно выполняли тяжелейшие физические работы.
Промышленная революция открыла женщинам, зарабатывавших на жизнь собственным физическим трудом, новые возможности. Внедрение машин свело трудовые функции к выполнению сравнительно простых приемов и допускало использование малоквалифицированных наемных работников. В результате женский труд стал повсеместным и широко распространенным явлением, так как в связи с низким социальным статусом женщин их труд оплачивался гораздо ниже мужского. В первой половине XIX века растущая роль женщин в производстве стала вызывать яростную критику — указывалось, что главным делом женщин является воспитание детей и труд по дому. В то же время появившаяся
благодаря промышленной революции возможность работать вне дома ослабила зависимость женщины от отца или мужа.
В XIX веке в общественное сознание все больше начинает проникать идея, что женщины, особенно незамужние, должны приобретать профессию. Во второй половине XIX века женщины начали работать учителями, врачами, канцелярскими работниками. Постепенно разворачивался процесс освоения таких видов деятельности, которые в глазах общества считались «еще более мужскими»: адвокатура, наука. При этом в ряде стран с конца XIX века вплоть до 1970-х годов существовала практика, когда женщина подлежала увольнению в случае вступления в брак (особенно при работе в учебных, канцелярских и других профессиях).

### Женский труд в СССР
В СССР политика властей была направлена на максимальное вовлечение женщин в производительный труд вне дома. Проводились специально организованные кампании по овладению женщинами «неженскими» профессиями. Если к 1950-м годам половина трудоспособных женщин СССР была вовлечена в общественно организованный труд, то к концу 1980-х годов этот показатель составлял почти 90% (учитывая учащихся). При этом в среднем зарплата женщин была более чем на треть ниже, нежели у мужчин.
Согласно данным переписи населения СССР 1970 года, на каждую 1000 занятых с высшим и средним (полным и неполным) образованием приходилось 654 мужчины и 651 женщина. Численность женщин, попадающих в категорию работниц и служащих возросла с 2,8 млн в 1928 до 45,8 млн в 1970. В некоторых отраслях женщины составили более половины всех работников народного хозяйства СССР (51 % рабочих и служащих и 54 % колхозников), 58 % всех специалистов, 61 % работников аппарата управления, 72 % работников просвещения и культуры. Около 47 % всех научных работников, 48 % всех работников промышленности (в машиностроении и металлообработке — 40 %) также относились к женскому полу. Лишь в немногих отраслях женщины продолжали оставаться в меньшинстве, но и там их присутствие стало значительным или заметным (29 % работников сектора строительства в 1970 были женщинами). Особо стоит отметить факт преобладания женщин среди врачей в РСФСР, чего не отмечалось ни в одной развитой стране мира.

## Женский труд в России
В России по данным на 2013 год доля занятых лиц в общей численности населения в возрасте 15–72 лет составляла 59,8 % для женщин и 70,4 % для мужчин. По данным Всемирного экономического форума, для России в 2014 году  заработная плата женщин была ниже мужской на 29 %, что превышает средние значения гендерного разрыва по странам ОЭСР.

## Женский труд в США
Чтобы возместить недостаток ушедших на фронт мужчин во время Второй мировой войны, их рабочие места заняло множество женщин. По словам президента Рузвельта, жертва гражданских лиц, трудящихся в тылу, была не менее важна для победы, чем героизм солдат на фронте. Символом трудовой Америки времен Второй мировой войны стала клепальщица Рози, собирательный образ американских женщин. Их экономическое значение и вес в обществе соответственно значительно выросли. Хотя после войны многие трудящиеся женщины потеряли работу из-за закрытия военных производств и возвращения ветеранов к мирной жизни, значительная часть женщин осталась на производстве, и их дочери также брали пример со своих матерей. С тех пор женский труд наряду с мужским стал социальной нормой в США, хотя до войны большинство американских женщин ещё оставались домохозяйками.
В таблице ниже приведены статистические данные о занятости мужчин и женщин на производстве во время войны.
| Год  | Общие трудовые ресурсы (*1000) | из них мужчин (*1000) | из них женщин (*1000) | Доля женского труда (%) |
| ---- | ------------------------------ | --------------------- | --------------------- | ----------------------- |
| 1940 | 56 100                         | 41 940                | 14 160                | 25,2                    |
| 1941 | 57 720                         | 43 070                | 14 650                | 25,4                    |
| 1942 | 60 330                         | 44 200                | 16 120                | 26,7                    |
| 1943 | 64,780                         | 45 950                | 18 830                | 29,1                    |
| 1944 | 66,320                         | 46 930                | 19 390                | 29,2                    |
| 1945 | 66,210                         | 46 910                | 19 304                | 29,2                    |
| 1946 | 60,520                         | 43 690                | 16 840                | 27,8                    |

## Женский труд в странах Латинской Америки
Поначалу женский труд был неотъемлемой частью экономического развития Мексики и стран Латинской Америки, хотя на первых порах это была преимущественно домашняя прислуга. В конце XX века женский труд стал локомотивом многих совместных предприятий (см. макиладора). Их директора, преимущественно мужчины, предпочитали женский труд потому что женщины отличались большей покорностью, терпеливостью, покладистостью, деликатностью. Но вместе с тем, им продолжали платить мало и дискриминировать на почве цвета кожи и беременности.